# Mitchell (Nebraska)
Mitchell és una població dels Estats Units a l'estat de Nebraska. Segons el cens del 2000 tenia 1.831 habitants.

## Demografia
Segons el cens del 2000, Mitchell tenia 1.831 habitants, 714 habitatges, i 474 famílies. La densitat de població era de 1.055,2 habitants per km².
Dels 714 habitatges en un 33,1% hi vivien nens de menys de 18 anys, en un 52,5% hi vivien parelles casades, en un 10,1% dones solteres, i en un 33,6% no eren unitats familiars. En el 30% dels habitatges hi vivien persones soles el 15,3% de les quals corresponia a persones de 65 anys o més que vivien soles. El nombre mitjà de persones vivint en cada habitatge era de 2,48 i el nombre mitjà de persones que vivien en cada família era de 3,06.
Per edats la població es repartia de la següent manera: un 27,5% tenia menys de 18 anys, un 8,5% entre 18 i 24, un 24,6% entre 25 i 44, un 20% de 45 a 60 i un 19,4% 65 anys o més.
L'edat mediana era de 36 anys. Per cada 100 dones de 18 o més anys hi havia 82,9 homes.
La renda mediana per habitatge era de 28.710 $ i la renda mediana per família de 34.900 $. Els homes tenien una renda mediana de 26.534 $ mentre que les dones 18.672 $. La renda per capita de la població era de 14.286 $. Aproximadament el 15% de les famílies i el 19,8% de la població estaven per davall del llindar de pobresa.

## Poblacions més properes
El següent diagrama mostra les poblacions més properes.